# Medina Azahara
Medina Azahara (tiếng Ả Rập: مدينة الزهراء, đã Latinh hoá: Madīnat az-Zahrā, n.đ. 'thành phố tỏa sáng') là tàn tích của một thành phố Andalus rộng lớn, kiên cố được xây dựng bởi Abd-ar-Rahman III (912–961), Caliphate Córdoba của Omeyyad đầu tiên, và nằm ở ngoại ô phía tây của Córdoba, Tây Ban Nha. Đây thực tế là thủ đô của Al-Andalus vì trái tim của chính quyền và chính phủ nằm trong các bức tường của nó.
Được xây dựng bắt đầu vào năm 936-940, thành phố bao gồm các phòng tiếp tân nghi lễ, nhà thờ Hồi giáo, các văn phòng hành chính và chính phủ, các khu vườn, một xưởng đúc, nhà xưởng, doanh trại, nhà ở và nhà tắm. Nước được cung cấp qua cống dẫn vào thành phố.